# Futsutsuka na Akujo dewa Gozaimasu ga: Sūgū Chōso Torikae Den
Futsutsuka na Akujo dewa Gozaimasu ga: Sūgū Chōso Torikae Den (jap. ふつつかな悪女ではございますが ～雛宮蝶鼠とりかえ伝～) ist eine Light-Novel-Reihe von Satsuki Nakamura mit Illustrationen von Yuki Kana. Sie erscheint in Japan seit 2020 und wurde als Manga adaptiert, der auf Deutsch als Though I am an Inept Villainess erscheint. Die Fantasy-Geschichte spielt in einer vom mittelalterlichen China inspirierten Welt.

## Inhalt
Im Reich rivalisieren fünf Familien darum, die nächste Kaiserin zu stellen. Alle senden eine Konkubine an den Hof in der Hoffnung, dass ihre die Frau des Kronprinzen Gyomei wird. Die Favoritin unter ihnen ist die schöne aber zerbrechliche Kou Reirin, genannt der Schmetterling. Doch während eines Festivals wird sie von ihrer Konkurrentin Shu Keigetsu überlistet. Sie wird vom Balkon gestoßen und danach ihre Körper vertauscht. So findet sich Kou im Kerker wieder – nun im kräftigen und widerstandsfähigen Körper Shus. Dieser ermöglicht es ihr, viel rücksichtsloser zu agieren und zur Plage ihrer Feinde zu werden. Dazu muss sie jedoch zunächst ihre Hinrichtung abwenden.

## Veröffentlichung
Die Light Novel wird seit Dezember 2020 von Ichijinsha in Japan veröffentlicht. Bisher erschienen zehn Bände (Stand April 2025). Eine englische Ausgabe wird von Seven Seas Entertainment herausgegeben.
Eine Umsetzung als Manga startete ebenfalls im Dezember 2020 im Magazin Comic Zero-Sum beim gleichen Verlag. Die Kapitel erscheinen auch gesammelt in bisher acht Bänden (Stand Februar 2025). Auf Deutsch wird der Manga seit Juni 2024 von Tokyopop in bisher fünf Bänden veröffentlicht (Stand Juni 2025). Die Übersetzung stammt von Katharina Leonhardt. Seven Seas Entertainment bringt eine englische Version heraus.